# Société des antiquaires de France
 (février 2014).
Si vous disposez d'ouvrages ou d'articles de référence ou si vous connaissez des sites web de qualité traitant du thème abordé ici, merci de compléter l'article en donnant les références utiles à sa vérifiabilité et en les liant à la section « Notes et références ».
La Société nationale des antiquaires de France (SNAF) est une société savante historique et archéologique fondée en 1804 sous le nom d’Académie celtique. Elle a son siège au musée du Louvre, au pavillon Mollien.

## Histoire

### L'Académie celtique (1804-1813)
L’année 1804, marquée par le succès des Poésies galliques d’Ossian, voit les influences de la celtomanie s’élargir à l’archéologie. Le 9 germinal an XII (30 mars 1804), une Académie celtique est fondée par le préfet Jacques Cambry, Jacques-Antoine Dulaure et Jacques Le Brigant. Les premières séances, lorsque la jeune compagnie se réunit pour la première fois au Louvre, sont présidées par le doyen d’âge de ses membres, Joseph Lavallée, à qui succède, le 3 ventôse an XIII (22 février 1805), Jacques Cambry (auteur de Voyage dans le Finistère et Description du département de l’Oise). En 1805-1806, il publie encore diverses notices sur les monuments celtiques et le culte des pierres, sur les druides, sur l’agriculture des Celtes et des Gaulois, sur l’étymologie celtique.
L'Académie celtique engrange un intérêt grandissant pour le celtisme. Le médecin René-Théophile-Hyacinthe Laennec s'y intéresse et apprend le breton. L'objectif est de dresser la statistique antique de la Gaule pour retrouver la trace de « nos ancêtres les Gaulois ».

### Société des antiquaires de France
Dès 1811, l' Académie souhaite accorder plus d'importance à l’époque médiévale. En 1814, l'Académie celtique prend le nom de Société des antiquaires de France, qu’elle porte à un haut niveau de notoriété, et à une reconnaissance internationale, à l’exemple de la Society of Antiquaries of London. Société d’érudits, elle est baptisée tantôt Société royale des Antiquaires de France (1814-1848), tantôt nationale ou impériale au gré des régimes de la France. Son nom est inchangé depuis 1871.
Les statuts qu’en 1829 Charles X donne à l’institution placée sous l’égide de Minerve précisent qu’elle poursuit des « recherches sur les langues, la géographie, la chronologie, l’histoire, la littérature, les arts et les antiquités celtiques, grecques, romaines et du Moyen Âge mais principalement des Gaules et de la nation française jusqu'au XVIe siècle inclusivement ». Depuis 1854, grâce à la générosité du Louvre, elle y siège tous les mercredis. Entre les deux pôles de l’Empire romain et du monde médiéval, les présidents maintiennent une complémentarité stimulée par la vitalité des musées : l’épigraphie, les monnaies, les mosaïques mêlent leurs thématiques à celles des cathédrales, des chartes, des enluminures, des sculptures et objets d’art.
Chaque année, Louis-Philippe Ier reçoit les représentants de la société savante.
En 1852, la Société des antiquaires de France est reconnue d'utilité publique. En 1859, la Société s'installe définitivement au Louvre.

## Description

### Organisation
La Société nationale des antiquaires de France comprend dix membres honoraires, quarante-cinq membres résidants, dix correspondants étrangers honoraires et environ cinq cents associés correspondants, nationaux et étrangers. Elle est dirigée par un bureau composé d’un président, deux vice-présidents, un trésorier, un secrétaire, un secrétaire adjoint, un bibliothécaire, un archiviste, les membres des commissions permanentes (Commissions des fonds, des impressions et du legs Schlumberger) et un secrétaire des publications. Le mandat du président, des vice-présidents et des secrétaires est annuel, du 1er janvier au 31 décembre.
Le premier mercredi de chaque mois ont lieu les élections, de membre(s) résidant(s) lorsqu’un siège est vacant, et de nouveaux associés correspondants, nationaux et étrangers, dont la candidature, préalablement adressée au président, doit être parrainée par deux membres résidants ou honoraires. Tous les membres acquittent une cotisation annuelle, sont invités à présenter leurs travaux lors des séances du mercredi après-midi, et reçoivent les publications.

### Financement
Déclarée d’utilité publique, inscrite dans le registre des sociétés savantes du Comité des travaux historiques et scientifiques, la Société nationale des Antiquaires de France ne reçoit pas de subvention et ses ressources proviennent essentiellement des cotisations de ses membres et des legs ou dons qui lui sont adressés.

### Communication
Les communications présentées au cours de l’année par les membres et les correspondants sont publiées dans le Bulletin de la Société nationale des antiquaires de France.
Outre la collection des Bulletins (annuels), la Société publie depuis sa fondation des Mémoires, et depuis 1848 un Annuaire avec les procès-verbaux de séances et la biographie de ses membres défunts. Elle possède une riche bibliothèque, en partie constituée par les échanges qu’elle entretient avec les sociétés savantes nationales et étrangères.
Les archives de la Société nationale des antiquaires de France ont été déposées en 1977 aux Archives nationales sous la cote 36AS.

## Membres

### Présidents
Bulletin de la Société nationale des antiquaires de France, 1994, pages 19 à 24, Liste chronologique des présidents de l’Académie celtique et de la Société nationale des antiquaires de France depuis leur fondation

### Membres français
Le site du Comité des travaux historiques et scientifiques publie des fiches prosopographiques de ses membres, parmi lesquels :

### Membres étrangers
- Wilhelm von Humboldt (1767-1835)
- Ferdinand Keller (1800-1881)
- Giovanni Battista de Rossi (1822-1894)
- Otto Hirschfeld (1843-1922)
- Karl Ferdinand Werner (1924-2008)

## Publications
- Mémoires de l’Académie Celtique ou Mémoires d’Antiquités Celtiques, Gauloises et Françaises, 5 volumes, 1807-1812.
- Mémoires de la Société nationale des Antiquaires de France, 1e série, 10 volumes (I à X), 1817-1834.
- Mémoires de la Société royale des Antiquaires de France, 2e série, 10 volumes (XI à XX[9],[10]), 1835-1850.
- Mémoires de la Société impériale des Antiquaires de France, 3e série, 10 volumes (XXI à XXX), 1852-1868.
- Mémoires de la Société nationale des Antiquaires de France, 4e série, 10 volumes (XXXI[11] à XL), 1869-1879.
- Mémoires de la Société nationale des Antiquaires de France, 5e série, 10 volumes (XLI à L), 1880-1889.
- Mémoires de la Société nationale des Antiquaires de France, 6e série, 10 volumes (LI à LX), 1890-1899.
- Mémoires de la Société nationale des Antiquaires de France, 7e série, 10 volumes (LXI à LXX), 1900-1910.
- Mémoires de la Société nationale des Antiquaires de France, 8e série, 10 volumes (LXXI à LXXX), 1911-1937.
- Mémoires de la Société nationale des Antiquaires de France, 9e série, 5 volumes (LXXXI à LXXXIV), 1944-2010.
- Table alphabétique des publications de l’Académie celtique et de la Société des Antiquaires de France (1807-1889), Paris, Klincksieck, 1894.
- Table alphabétique des publications de la Société des Antiquaires de France (1890-1938), Paris, 1944.
- Table alphabétique des publications de la Société des Antiquaires de France (1939-1991), Paris, 1994.
- Mettensia. Mémoires et documents, 7 volumes (I à VII), 1897-1919.
- Mettensia. Mémoires et documents, fasc. 1-4 (VIII), 1923-1927.
- Centenaire 1804-1904, Paris, 1904.
- Mélanges en hommage à la mémoire de François Martroye (1940).
- Mémorial d’un voyage d’études de la Société nationale des Antiquaires de France en Rhénanie (1953)
- Cent-cinquantenaire de la Société, Mémoires LXXXIII (1954).
- Bicentenaire 1804-2004, Mémoires 9e série t. V, Paris, De Boccard, 2010.
- Bulletin de la Société impériale des Antiquaires de France, 1852-1870  (ISSN 1153-2548)
- Bulletin de la Société nationale des Antiquaires de France, 1870  (ISSN 0081-1181)